# Lake in the Hills
Lake in the Hills – wieś w Stanach Zjednoczonych, w stanie Illinois, w hrabstwie McHenry, o powierzchni 26,9 km² i liczbie ludności wynoszącej 28 965 osób (cenzus 2010). Gęstość zaludnienia na obszarze miejscowości wynosi 1078 osób na km². FIPS miejscowości: 1741183.